# Amaxia laurentia
Amaxia laurentia är en fjärilsart som beskrevs av William Schaus 1905. Amaxia laurentia ingår i släktet Amaxia och familjen björnspinnare. Inga underarter finns listade i Catalogue of Life.